# Coccophagus pisinnus
Coccophagus pisinnus är en stekelart som beskrevs av Annecke och Insley 1974. Coccophagus pisinnus ingår i släktet Coccophagus och familjen växtlussteklar. Inga underarter finns listade i Catalogue of Life.